# Wazowie
Wazowie (szw. Vasaätten) – dynastia szwedzka panująca w Królestwie Szwecji w latach 1523–1654, w Rzeczypospolitej Obojga Narodów w latach 1587–1668 oraz na Śląsku w księstwie opolsko-raciborskim w latach 1645–1666 i w księstwie nysko-otmuchowskim w latach 1625–1655.
Nazwa dynastii pochodzi prawdopodobnie od godła vase (pol. snopek, wiązka rózg, faszyna) znajdującego się w herbie rodu.

## Historia dynastii
Dynastia Wazów została założona przez regenta Szwecji Gustawa Wazę, syna szwedzkiego możnowładcy Eryka Johanssona, straconego w 1520 na rozkaz króla duńskiego Chrystiana II. Gustaw I objął tron w 1523.
Jego wnuk – Zygmunt III Waza został wybrany w 1587 na króla Polski, w Szwecji był zwalczany ze względu na wyznanie katolickie i w 1599 pozbawiony korony na rzecz stryja – Karola IX Sudermańskiego. Jednak synowie Zygmunta Władysław IV i Jan II Kazimierz panujący w Polsce używali nadal tytułów królów Szwecji, co było jedną z przyczyn wojen polsko-szwedzkich w XVII wieku.
Linia szwedzka panowała do abdykacji królowej Krystyny (córki Gustawa II Adolfa) w 1654 i wygasła wraz z jej śmiercią 9 kwietnia 1689. Linia polska skończyła się 16 grudnia 1672 na Janie II Kazimierzu (abdykował w 1668).

Herb królów Szwecji z dynastii Wazów
Herb królów RP z dynastii Wazów
Chorągiew Wazów (1587-1668) w Polsce

## Królowie szwedzcy z dynastii Wazów (linia szwedzka)
| Herb | Portret | Imię                 | Data urodzenia | Data śmierci | Okres panowania                    |
| ---- | ------- | -------------------- | -------------- | ------------ | ---------------------------------- |
|      |         | Gustaw I Waza        | 1496           | 1560         | 1521–1560                          |
|      |         | Eryk XIV             | 1533           | 1577         | 1560–1568                          |
|      |         | Jan III              | 1537           | 1592         | 1569–1592                          |
|      |         | Zygmunt              | 1566           | 1632         | 1592–1599 Szwecja 1587–1632 Polska |
|      |         | Karol IX Sudermański | 1550           | 1611         | 1604–1611 (regent 1599–1604)       |
|      |         | Gustaw II Adolf      | 1594           | 1632         | 1611–1632                          |
|      |         | Krystyna             | 1626           | 1689         | 1632–1654                          |

## Królowie polscy z dynastii Wazów (linia polska)
| Herb | Portret | Imię             | Data urodzenia | Data śmierci | Okres panowania                    |
| ---- | ------- | ---------------- | -------------- | ------------ | ---------------------------------- |
|      |         | Zygmunt III Waza | 1566           | 1632         | 1587–1632 Polska 1592–1599 Szwecja |
|      |         | Władysław IV     | 1595           | 1648         | 1632–1648                          |
|      |         | Jan II Kazimierz | 1609           | 1672         | 1648–1668                          |

### Drzewo genealogiczne polskiej gałęzi rodu Wazów
|                                                             |                                                             |                                                             |                                                             |                                                 |                                                 |                                                 |                                                 | Zygmunt III Waza ur. 20 VI 1566 zm. 30 IV 1632 |                                                  |                                                  |                                          |                                                     |                                                     |                                            |                                                |                                                    |                                                    |                                                        |                                                        |
|                                                             |                                                             |                                                             |                                                             |                                                 |                                                 |                                                 |                                                 |                                                |                                                  |                                                  |                                          |                                                     |                                                     |                                            |                                                |                                                    |                                                    |                                                        |                                                        |
|                                                             |                                                             |                                                             |                                                             |                                                 |                                                 |                                                 |                                                 |                                                |                                                  |                                                  |                                          |                                                     |                                                     |                                            |                                                |                                                    |                                                    |                                                        |                                                        |
|                                                             | Katarzyna ur. 19 IV 1594 zm. 15 V 1594                      | Katarzyna ur. 19 IV 1594 zm. 15 V 1594                      | Władysław IV ur. 9 VI 1595 zm. 20 V 1648                    | Władysław IV ur. 9 VI 1595 zm. 20 V 1648        | Katarzyna ur. IX 1596 zm. 2 VI 1597             | Katarzyna ur. IX 1596 zm. 2 VI 1597             | Jan Kazimierz ur. 26 XII 1607 zm. 9 I 1608      | Jan Kazimierz ur. 26 XII 1607 zm. 9 I 1608     | Jan II Kazimierz ur. 22 III 1609 zm. 16 XII 1672 | Jan II Kazimierz ur. 22 III 1609 zm. 16 XII 1672 | Jan Albert ur. 25 V 1612 zm. 29 XII 1634 | Jan Albert ur. 25 V 1612 zm. 29 XII 1634            | Karol Ferdynand ur. 13 X 1613 zm. 9 V 1655          | Karol Ferdynand ur. 13 X 1613 zm. 9 V 1655 | Aleksander Karol ur. 14 XI 1614 zm. 19 XI 1634 | Aleksander Karol ur. 14 XI 1614 zm. 19 XI 1634     | Anna Konstancja ur. 20 I 1616 zm. 24 V 1616        | Anna Konstancja ur. 20 I 1616 zm. 24 V 1616            |                                                        |
| Anna Maria ur. 23 V 1593 zm. 9 II 1600                      | Anna Maria ur. 23 V 1593 zm. 9 II 1600                      |                                                             |                                                             |                                                 |                                                 | Krzysztof ur. 10 II 1598 zm. 10 II 1598         | Krzysztof ur. 10 II 1598 zm. 10 II 1598         |                                                |                                                  |                                                  |                                          |                                                     |                                                     |                                            |                                                |                                                    |                                                    | Anna Katarzyna Konstancja ur. 7 VIII 1619 zm. 8 X 1651 | Anna Katarzyna Konstancja ur. 7 VIII 1619 zm. 8 X 1651 |
|                                                             |                                                             |                                                             |                                                             |                                                 |                                                 |                                                 |                                                 |                                                |                                                  |                                                  |                                          |                                                     |                                                     |                                            |                                                |                                                    |                                                    |                                                        |                                                        |
|                                                             |                                                             |                                                             |                                                             |                                                 |                                                 |                                                 |                                                 |                                                |                                                  |                                                  |                                          |                                                     |                                                     |                                            |                                                |                                                    |                                                    |                                                        |                                                        |
| Władysław Konstanty (Wasenau)* ur. ok. 1635 zm. 19 III 1698 | Władysław Konstanty (Wasenau)* ur. ok. 1635 zm. 19 III 1698 | Władysław Konstanty (Wasenau)* ur. ok. 1635 zm. 19 III 1698 | Władysław Konstanty (Wasenau)* ur. ok. 1635 zm. 19 III 1698 | Zygmunt Kazimierz ur. 1 IV 1640 zm. 9 VIII 1647 | Zygmunt Kazimierz ur. 1 IV 1640 zm. 9 VIII 1647 | Zygmunt Kazimierz ur. 1 IV 1640 zm. 9 VIII 1647 | Zygmunt Kazimierz ur. 1 IV 1640 zm. 9 VIII 1647 | Maria Anna Izabela ur. 8 I 1642 zm. 7 II 1642  | Maria Anna Izabela ur. 8 I 1642 zm. 7 II 1642    |                                                  |                                          | Maria Anna Teresa ur. 2(?) VII 1650 zm. 1 VIII 1651 | Maria Anna Teresa ur. 2(?) VII 1650 zm. 1 VIII 1651 | Jan Zygmunt ur. 6 I 1652 zm. 20 II 1652    | Jan Zygmunt ur. 6 I 1652 zm. 20 II 1652        | Maria Katarzyna*(?) ur. po 1669 zm. po 12 XII 1672 | Maria Katarzyna*(?) ur. po 1669 zm. po 12 XII 1672 |                                                        |                                                        |

Opracowanie na podstawie: Z. Wdowiszewski, Genealogia Jagiellonów i Domu Wazów w Polsce, Kraków 2005, cz. II: Genealogia Domu Wazów w Polsce, s.215-245.

### Królowie polscy 1506-1668 (uproszczone drzewo genealogiczne ostatnich Jagiellonów i Wazów polskich)
| Zygmunt I Stary król Polski 1506–1548                             | Zygmunt I Stary król Polski 1506–1548              | Zygmunt I Stary król Polski 1506–1548           | Zygmunt I Stary król Polski 1506–1548  | Zygmunt I Stary król Polski 1506–1548           | Jagiellonowie |
| żona od 1518 Bona Sforza królowa Polski 1518–1556                 |                                                    |                                                 |                                        |                                                 | Jagiellonowie |
| \|                                                                |                                                    |                                                 |                                        |                                                 | Jagiellonowie |
|                                                                   |                                                    |                                                 |                                        |                                                 | Jagiellonowie |
| \|                                                                |                                                    | \|                                              |                                        | \|                                              | Jagiellonowie |
| Zygmunt II August król Polski 1548–1572 (koronowany 1529)         | Anna Jagiellonka królowa Polski 1575–1596          | Katarzyna Jagiellonka królowa Szwecji 1569–1583 |                                        |                                                 | Jagiellonowie |
|                                                                   | narzeczony Henryk III Walezy król Polski 1573–1574 |                                                 |                                        |                                                 |               |
| mąż od 1576 Stefan Batory król Polski 1576–1586                   |                                                    |                                                 |                                        |                                                 |               |
|                                                                   |                                                    |                                                 |                                        | mąż od 1562 Jan III Waza król Szwecji 1569–1592 | Wazowie       |
| \|                                                                |                                                    |                                                 |                                        |                                                 | Wazowie       |
|                                                                   |                                                    |                                                 |                                        |                                                 | Wazowie       |
| \|                                                                |                                                    |                                                 |                                        |                                                 | Wazowie       |
| Zygmunt III Waza król Polski 1587–1632                            |                                                    |                                                 |                                        |                                                 | Wazowie       |
| żona(1) od 1592 Anna Habsburżanka królowa Polski 1592–1598 ------ |                                                    |                                                 |                                        |                                                 | Wazowie       |
| żona(2) od 1605 Konstancja Habsburżanka królowa Polski 1605–1631  |                                                    |                                                 |                                        |                                                 | Wazowie       |
| \|                                                                |                                                    |                                                 |                                        |                                                 | Wazowie       |
|                                                                   |                                                    |                                                 |                                        |                                                 | Wazowie       |
| \|                                                                | \|                                                 |                                                 | \|                                     | \|                                              | Wazowie       |
| Władysław IV Waza król Polski 1632–1648                           | Władysław IV Waza król Polski 1632–1648            |                                                 | Jan II Kazimierz król Polski 1648–1668 | Jan II Kazimierz król Polski 1648–1668          | Wazowie       |

## Książęta Vasa
W 1829 roku nazwisko i tytuł księcia Vasa otrzymał od cesarza Franciszka II Gustaw von Holstein-Gottorp, syn zdetronizowanego króla Szwecji Gustawa IV Adolfa. Ostatnią osobą, która nosiła ten tytuł, była Karola, królowa Saksonii.